# وزارة الإقتصاد والمالية (فرنسا)
وزارة الاقتصاد والمالية هي القسم الوزاري المسؤول عن إدارة المالية العامة والسياسة الاقتصادية للدولة الفرنسية. وتسمى هذه الوزارة مجازًا بـ "بيرسي" نظرًا لموقعها منذ عام 1988 في حي بيرسي في الدائرة الثانية عشرة من باريس عاصمة فرنسا.
عادةً ما تُفصل "بيرسي" بين وزيرين رئيسيين: أحدهما مسؤول عن الميزانية (والذي يتولى إدارة قوانين المالية والقرارات الميزانية)، والآخر مسؤول عن الاقتصاد وتنظيم القطاع المالي. بالإضافة إلى ذلك، نظرًا لمدى السياسات العامة التي تُدار في بيرسي، يُعيين كُتّاب دولة (أو وزراء مفوضين) بالتوازي مع الوزراء، خاصةً في مجالات الميزانية، الصناعة، التجارة الخارجية، التجارة، الشركات الصغيرة والمتوسطة والحرف.
تشمل الإدارات الوزارية الرئيسية لهذه الوزارة:
- إدارة الميزانية
- الإدارة العامة للمالية العامة (DGFiP)
- الإدارة العامة للخزينة
- المعهد الوطني للإحصاء والدراسات الاقتصادية (Insee)
- الإدارة العامة للجمارك والحقوق غير المباشرة (DGDDI)
- التفتيش العام للمالية

تعد هذه الوزارة جزءًا من ما يُسمى الوزارات السيادية، إلى جانب وزارات الجيوش، والعدل، والداخلية، والشؤون الخارجية.
منذ 11 يناير 2024، يتولى برونو لو مير منصب وزير الاقتصاد والمالية والسيادة الصناعية والرقمية في حكومة غابرييل أتال.

## تاريخ
تتمثل المهمة التاريخية لهذه الوزارة في إدارة المالية العامة، أي تحصيل الضرائب ومتابعة نفقات الدولة. اعتبارًا من القرن التاسع عشر، أضيفت إلى هذه المهام إعداد الميزانية والمشاركة في النقاش البرلماني حول قوانين المالية. وقد أضيفت مهام السياسة الاقتصادية وحتى السياسة الصناعية في القرن العشرين.
تعود وظيفة وزير المالية إلى النظام القديم، تحت اسم "المشرف العام على المالية"، ثم "المراقب العام للمالية" من عام 1661 حتى الثورة الفرنسية. في عام 1791، قُسّمت المالية إلى إدارتين مختلفتين: "المساهمات والإيرادات العامة"، التي يديرها وزير، و"الخزانة الوطنية"، التي يديرها لجنة مكونة من ستة أعضاء. بعد ذلك، أصبحت الوظيفة تحمل عنوان "وزير المالية"، وغالبًا ما ارتبطت بوظائف أخرى منذ القرن العشرين.
يمكن أن تدار جميع الإدارات المرتبطة بوزارة الاقتصاد والمالية من قبل وزيرين أو ثلاثة، بل وأحيانًا، بين عامي 2012 و2014، من قبل أربعة وزراء كاملي الصلاحية. تم تعديل اسم وصلاحيات الوزراء في كل حكومة جديدة تقريبًا.

### المواقع السابقة
تحت الإمبراطورية الأولى، كان مقر وزارة المالية في فندق ليون، شارع بيتيت شامب، الذي كان مقر المراقبة العامة في نهاية النظام القديم، ووزارة الخزانة في فندق تيبو.
في عام 1824، قام الوزير جوزيف دي فيلير بتجميع جميع خدمات الوزارة في فندق جديد للمالية في مونت ثابور، وهو مبنى بُنيَ في الفترة من 1815 إلى 1824 وكان مخصصًا في الأصل لفندق للبريد. امتد هذا المبنى على أرقام 234 إلى 244 الحالية في شارع ريفولي، بين شارع كاستيغليون وشارع كامبون.
دُمر هذا المبنى في عام 1871 بسبب حريق خلال كومونة باريس، وأعيد بناؤه بنفس الشكل ولكنه تغير استخدامه وانتقلت الوزارة إلى الجهة الأخرى من الشارع في جناح ريشليو في متحف اللوفر حيث كانت توجد سابقًا مكاتب وقاعات استقبال الوزير أشيل فولد خلال الإمبراطورية الثانية. بقيت الوزارة هناك حتى انتقالها إلى بيرسي في الثمانينات.

### الميزانية
تعد وظيفة الوزير المكلف بالميزانية جزءًا أساسيًا من مهام هذه الوزارة. شغل هذا المنصب وزير بكامل الصلاحيات (وزير الميزانية) في حكومتي بيير بيريغوفوي (1992-1993) وإدوار بالادور (1993-1995)، وكذلك بأسماء مختلفة في حكومات فرانسوا فيون 1 و2 و3 (2007-2012)، ومانويل فالس 1 و2 (2014-2016) (وزارة المالية والحسابات العامة).
تتداخل وظيفة الوزير المكلف بالميزانية غالبًا مع وظيفة الوزير المكلف بالمالية، باستثناء الفترة من 2007 إلى 2012 حيث استخدمت تسميات غير تقليدية: التعايش بين وزير "المكلف بالميزانية والحسابات العامة" (إريك وورث، فرانسوا باروان ثم فاليري بيكريس) ووزير "المكلف بالمالية" (كريستين لاغارد ثم فرانسوا باروان).

### الاقتصاد
ظهرت وظيفة الوزير المكلف بالاقتصاد في الثلاثينات تحت اسم "وزير الاقتصاد الوطني". في عام 1946، تم لأول مرة تحديد وظيفة وزير مكلف بإدارة المالية العامة وتنفيذ السياسة الاقتصادية لفرنسا بشكل صريح، تحت مسمى وزارة الاقتصاد الوطني والمالية.

### الصناعة
ظهرت وظيفة الوزير المكلف بالصناعة في بعض حكومات الجمهورية الخامسة، وغالبًا ما كانت مرتبطة بحقيبة وزارية أخرى ("التجارة والصناعة" (1886)، "الاقتصاد الوطني، التجارة والصناعة" (1930)، "التنمية الصناعية والعلمية"، "الصناعة والبحث"، "الصناعة، التجارة والحرف اليدوية" (1974)، "الصناعة، التجارة الخارجية، التخطيط الإقليمي"، "الصناعة، البريد والاتصالات، التجارة الخارجية"، "الاقتصاد، المالية والصناعة"). في حكومات جورج بومبيدو، موريس كوف دي مورفيل، ريمون بار ، بيير موروا، كان هناك وزير بكامل الصلاحيات مكلف بالصناعة. بين 2012 و2014 في حكومة جان مارك أيرولت، تم تعيين أرنو مونتبورغ كوزير "لإعادة الإنتاج" بما يجمع بين الصناعة والاقتصاد. دُمجت الصناعة لأول مرة مع وزارة الاقتصاد في حكومة ليونيل جوسبان (1997-2002)، ثم في جميع الحكومات حتى 2012، باستثناء قصيرة في حكومة فرانسوا فيون.

### وظائف أخرى
تتضمن بعض الوزارات الأخرى التي كانت جزءًا من وزارة الاقتصاد والمالية التجارة الخارجية، الذي ظهر في الستينات وارتبط بها بانتظام حتى 2012، والرقمية منذ 2010، والخدمة العامة بين 2007 و2012، بالإضافة إلى الظهورات القصيرة لوزراء أو سكرتارية الدولة المكلفة بالاقتصاد الاجتماعي والتضامني، الاستهلاك، التجارة، الحرف، المهن الحرة أو الشركات الصغيرة والمتوسطة.
بين 2007 و2010، جُمعت متابعة سياسة التوظيف، التي كانت تاريخيًا مرتبطة بوزارة العمل أو الشؤون الاجتماعية، مع الاقتصاد والمالية، وتم تكليف كريستين لاغارد بذلك في حكومات فرانسوا فيون.

### الهوية المرئية (الشعار)
يتغير شعار الوزارة بانتظام مع تغيير الأسماء. يتبع الشعار دائمًا قواعد ومبادئ دليل الرسوم البيانية للتواصل الحكومي في فرنسا باستخدام نظام "العلامة التجارية" حتى التخلي عنه في فبراير 2020.

## وصلات خارجية
- تشكيل الحكومة
- موقع الضرائب الفرنسية